# Marie Alžběta Švédská
Marie Alžběta Švédská (10. března 1596, Örebro – 7. srpna 1618, Bråviken) byla švédská princezna a sňatkem vévodkyně z Östergötlandu.

## Život
Marie Alžběta se narodila na zámku Örebro 10. března 1596 jako nejmladší dcera švédského krále Karla IX. a jeho druhé manželky Kristiny Holštýnsko-Gottorpské. Vyrůstala se svým starším bratrem Gustavem Adolfem a bratrancem Janem. Získala dobré vzdělání pod vedením Johanna Burea a Johana Skytta. Údajně byla dobrá studentka, zajímala se o literaturu a deseti letech si dopisovala se svým učitelem Johanem Skyttem v latině.

### Manželství
V roce 1610 byla princezna zasnoubena se svým bratrancem Janem. Důvod byl politický a zasnoubení zařídila nevěstina matka, královna Kristina. Jan byl synem bývalého švédského krále Jana III. a měl práva na trůn, která převyšovala práva otce Marie Alžběty. Přestože se těchto práv vzdal a nebyl ambiciózní osobou, existovaly obavy, že by se mohl stát hrozbou, kdyby se oženil s cizí princeznou.
Svatba se setkala s odporem duchovních, kteří si stěžovali jak na blízký vztah mezi nevěstou a ženichem, který nebyl v souladu se švédským církevním nařízením z roku 1571, tak i na to, že s nimi nebyl sňatek konzultován, byli však umlčeni královnou Kristinou, která uvedla, že jde o sekulární otázku.
29. listopadu 1612 se šestnáctiletá Marie Alžběta ve stockholmském paláci Tre Kronor provdala za svého o sedm let staršího bratrance, vévodu Jana z Östergötlandu.
Vévodský pár hostil na svých sídlech na zámcích Vadstena a Bråborg v Östergötlandu luxusní dvůr. Manželství bylo popisováno jako nešťastné a Marie Alžběta matku vinila za to, že sňatek zařídila. Údajně nebyl v manželství šťastný ani jeden z manželů, což prý mělo negativní vliv na jejich zdraví.
Vévoda Jan trpěl od roku 1613 stále většími depresemi a od léta následujícího roku byla Maria Alžběta postižena obdobími šílenství, "ze kterých se jen pravidelně vzpamatovávala". Během období šílenství občas ztrácela schopnost mluvit a byla hlídána, protože existovaly obavy, že se pokusí o sebevraždu. Královna Kristina prý litovala, že sňatek domluvila. Nemoc Marie Alžběty působila velké znepokojení, matka ji často navštěvovala ve vévodství a bratr král Gustav Adolf za ní často posílal svého osobního královského lékaře.

### Hon na čarodějnice
Pár vládl ve svém vévodství docela nezávisle. Jan měl právo vydávat nové zákony a Marie Alžběta měla zřejmě vliv na jeho vládu. Během šesti let, kdy spolu žili v Östergötlandu, byl ve vévodství veden hon na čarodějnice, za který byli, a zvláště Maria Alžběta, odpovědní.
V Söderköpingu byla popravena žena poté, co byla obviněna z kouzla na královský pár. Osobní kněz Marie Alžběty Claudius Prytz byl v této věci velmi aktivní. Vévoda vydal nový zákon, který usnadnil soudit a popravovat čarodějnice, což vedlo k čarodějnickému procesu ve Finspång;

"Dvě zlé a pověstné čarodějky, které Jejich Milosti vévoda Johan a jeho vznešená choť Maria Alžběta na slovo Boží zničili, byly upáleny na místě zvaném Skogby vad".

V roce 1617 bylo ve Finspångu popraveno sedm žen. Poté proběhlo ve Švédsku několik čarodějnických procesů. Když v letech 1668–1676 vypuklo velké čarodějnické šílenství, byl hon na čarodějnice v 10. letech 17. století v Östergötlandu připomenut jako varovný příklad těch, kteří byli skeptičtí vůči víře v čarodějnice. Švédský vrchní správce Per Brahe varoval:

"Být přísný na postižené, protože věří v příliš mnoho, co není skutečné, a popravy, to jen zvýší, jak se to stalo v době vévody Jana", a: "Premiérovi to připomnělo princeznu vévody Jana. Některé začala pálit a nakonec se nenašla manželka, která by nebyla obviněna".

Je potvrzeno deset takových poprav. Po smrti Marie Alžběty byl hon na čarodějnice ukončen.

### Úmrtí
5. března 1618 Marie Alžběta ovdověla, když vévoda Jan v Bråborgu zemřel. Dvaadvacetiletá princezna poté odešla na hrad Stegeborg.
Marie Alžběta zemřela 7. srpna 1618 ve věku 22 let na zámku Bråborg bezdětná na svou celoživotní nemoc, pouze pět měsíců po smrti manžela; podle královského kaplana Petruse Bjugga pro ni byla smrt úlevou. Pohřbena byla v lednu 1619 v katedrále Linköping vedle svého manžela.